# Як солдат від війська відстав
«Як солдат від війська відстав» — радянський комедійний художній фільм 1967 року, знятий на кіностудії «Грузія-фільм».

## Сюжет
Комедія про те, як жебрака солдата прийняли в злиденному селі за Ісуса Христа.

## У ролях
- Гіві Берікашвілі — солдат Лондре
- Еросі Манджгаладзе — священник (озвучив Яків Бєлєнький)
- Рамаз Чхіквадзе — майор Голова
- Лія Гудадзе — Аметвісто
- Коте Даушвілі — купець
- Гуранда Габунія — дружина купця
- Лейла Кіпіані — Тсіра
- Сосо Лагідзе — Габриэль(озвучив Володимир Мальцев)
- Спартак Багашвілі — трунар
- Євген Весник — оповідач
- Зураб Капіанідзе — епізод
- Гурам Сагарадзе — епізод (нет в титрах)

## Знімальна група
- Автор сценарію: Отар Чиладзе
- Режисер: Тамаз Меліава
- Оператор: Георгій Калатозов
- Композитор: Іраклій Геджадзе
- Художник: Хрістесіє Лебанідзе